# Hoogbroek (Wijchen)
Hoogbroek is een buurtschap in de Nederlandse gemeente Wijchen, gelegen in de provincie Gelderland. Het ligt in het oosten van de gemeente tussen Wijchen en Alverna, dicht bij het recreatiegebied de Berendonck.
Dorpen: Alverna · Balgoij · Batenburg · Bergharen · Hernen · Leur · Niftrik · Wijchen

Buurtschappen: Boskant · Bullenkamp · Den Hoef · Heiveld · Hoogbroek · Klispoel · Laak · Lienden · Lunen · Teersdijk · Wezel

Voormalige dorpen: Woezik

Gelderland: Steden en dorpen in Gelderland      Nederland: Provincies · Gemeenten